# 小卡羅伊·久洛

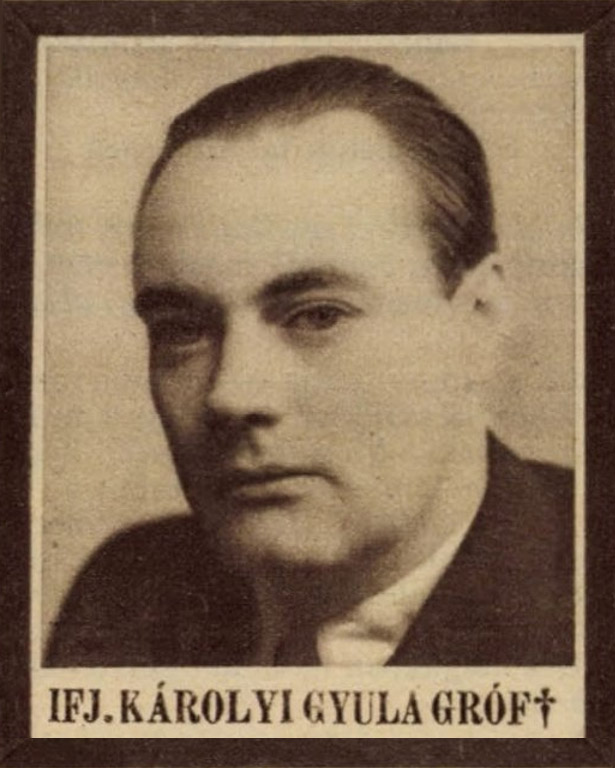
卡羅伊·久洛

卡羅伊·久洛·利波特·伊姆雷·奧洛約什·捷爾吉（匈牙利語：Ifjabb gróf Károlyi Gyula Lipót Imre Alajos György；1907年5月12日—1942年9月2日），匈牙利機械工程師及憲政派政治家，首相卡羅伊·久洛之姪，攝政王霍爾蒂·米克洛什之女婿，被視作後者的潛在繼承人。

## 早年
卡羅伊畢業於布達佩斯科技經濟大學，於1927-1932年任上議院議員，1930年娶霍爾蒂攝政王次女寶拉為妻，在多家銀行和工廠擔任要職。

## 二戰
二戰期間，卡羅伊對技術運動表現出興趣，成功通過帆船和摩托飛機的測試後。他參與了多個飛行組織的活動，被選為布達佩斯體育飛行協會的聯合主席，然後於1942年6月25日當選為匈牙利航空聯合會主席。
直到寶拉於1940年去世前，卡羅伊竭力照顧他苦於肺部疾病的妻子，他也是小舅子霍爾蒂·伊斯特萬的摯友與岳父的心腹，在伊斯特萬於1942年8月20日死於空難後，卡羅伊依照其遺囑繼承了伊斯特萬的飛機及其獨子的監護權。由於他的天主教信仰與反德立場也於政界需求不謀而合，也被大眾視作接任副攝政王職位的有力人選。卡羅伊也希望追隨伊斯特萬加入動線戰場作戰，然而，僅在伊斯特萬失事13天後，卡羅伊的飛機也在訓練期間墜毀於多瑙河內，找到屍首後，他與妻子合葬於霍爾蒂家族墓園。